# Xã Allen, Quận Ottawa, Ohio
Xã Allen (tiếng Anh: Allen Township) là một xã thuộc quận Ottawa, tiểu bang Ohio, Hoa Kỳ. Năm 2010, dân số của xã này là 3.780 người.